# Guiendbila
Guiendbila, également orthographié Guendbila ou Guindbila, est une localité située dans le département de Barsalogho de la province du Sanmatenga dans la région Centre-Nord au Burkina Faso. Elle est constituée dans sa globalité d'un ensemble de huit villages voisins autour du centre de Guiendbila qui lui sont rattachés administrativement.

## Géographie
Guiendbila se trouve à 35 km au nord-est de Barsalogho, le chef-lieu du département, et à environ 70 km au nord de Kaya. Le village de Guiendbila regroupe également administrativement les villages de Bafina, Bundissin, Kékobo, Loughary, Poéssin, Rokoutin, Sagho et Woskossogho qui possèdent cependant leurs propres représentants villageois au conseil départemental et communal. 
Si Guiendbila regroupe 410 habitants stricto sensu, l'ensemble des huit villages rattachés et Guiendbila ont ensemble une population totale de 7 135 habitants en 2006. 

## Histoire
Depuis 2015, le nord du département est soumis à des attaques djihadistes terroristes récurrentes entrainant des conflits entre les communautés Peulh et Mossi – dont le massacre de Yirgou survenu en janvier 2019 – et des déplacements internes massifs de populations, dont celles des villages du secteurs de Guiendbila, vers les camps du sud de la province à Barsalogho et Kaya.
Le 22 octobre 2019, une série d'embuscades menées à Guiendbila contre des patrouilles de militaires burkinabè par des groupes armés font cinq victimes dans les rangs de l'armée.

## Éducation et santé
Guiendbila accueille une centre de santé et de promotion sociale (CSPS) tandis que le centre médical avec antenne chirurgicale (CMA) de la province se trouve à Barsalogho et que le centre hospitalier régional (CHR) est à Kaya.
Guiendbila possède une école primaire publique.